# Дом Гауша
Дом Гауша — памятник архитектуры. Расположен в Санкт-Петербурге, современный адрес дома — Английская набережная, 74.
Первым владельцем Юрий Русинов, в 1712 году он построил на участке мазанковый дом. В 1721 году участком владел Иван Фёдорович Барятинский, который, находясь вне города, не смог начать строить каменный дом согласно указу, и оттого участок потерял. В 1735 году владельцем стал Никита Демидов; он получил участок от Анны Иоанновны взамен другого, на котором позднее был построен дом 10. Для него неизвестный архитектор в 1736—1738 году построил «дом для именитых» с девятью окнами по фасаду (в образцовом проекте их семь). Также от образцового проекта дом отличало наличие в центре фасада мезонина на три оси. Главный фасад выходил на Неву.
В 1737 году на участке были «на правой стороне — мазанки, по левой стороне сарай, конюшня, да баня», их было велено сломать; в 1739 году на этом месте уже были главное здание в стиле «аннинского барокко», примыкающий дворовой флигель и одноэтажный корпус вдоль канала. С основным зданием этот корпус соединялся каменной оградой с воротами.
Дом расположен на угловом участке между набережными Невы и Ново-Адмиралтейского канала. Изначально участок доходил до Галерной улицы, но был поделен, сперва — между сыновьями первого владельца, Евдокимом и Никитой. В 1778 году Евдоким выкупил у брата дом, после его смерти его дети продали участок дяде Никите, который и владел им до 1804 года. В 1809 году наследники младшего Никиты продали дом Я. В. Виллие, который затеял перестройку в стиле классицизма. Он убрал крыльцо с портиком в четыре колонны, обработку лопатками простенок главного и бокового фасадов, заменил мезонин на фронтон. Часть помещений, с окнами на Неву и дворовые, Виллие сдавал в аренду; в этом время в доме жила семья штаб-лекаря Александра Дмитриевича Бланка (в том числе Мария, ставшая матерью В. И. Ленина). В 1838—1843 году дом арендовал Роберт Кетли. 6 марта 1859 года дом был продан К. К. Фелейзену, который в 1872 году продал здание на набережной купцу Фёдору Фёдоровичу Гаушу, а на Галерной улице — Сергею Петровичу Боткину. На второй части участка был построен Дворец Бобринских.
В 1893 году дом был перестроен Е. И. Гельманом (в основном дворовые флигели). М. П. Гауш, жена Ф. Ф. Гауша, пригласила Л. К. Шретера для расширения дома за счёт двора; архитектор предлагал переоформить фасад на Неву в более современном эклектическом стиле, но хозяйка отказалась. В 1907 году гражданский инженер Р. П. Голенищев вновь перестраивал дворовые корпуса.
От изначальной отделки на 1970-е годы охранились своды над помещениями 1-2 этажей.
Последним владельцем до национализации был художник А. Ф. Гауш, сын Матильды Леонтьевны. Парадные помещения дома он до своего переезда в 1924 году предоставлял для постановки французского дивертисмента «Силы любви и волшебства», здесь его смотрели Анна Ахматова, Александр Бенуа, Николай Евреинов и другие. 14 января 1924 года в доме прошла премьера совместного кукольного спектакля Гауша и Е. С. Деммени «Арлекинада», в этот же день шла пьеса Е. И. Васильевой и С. Я. Маршака «Петрушка».
В 1960 году в жилом доме был капитальный ремонт, один из флигелей был надстроен на этаж.

## Галерея

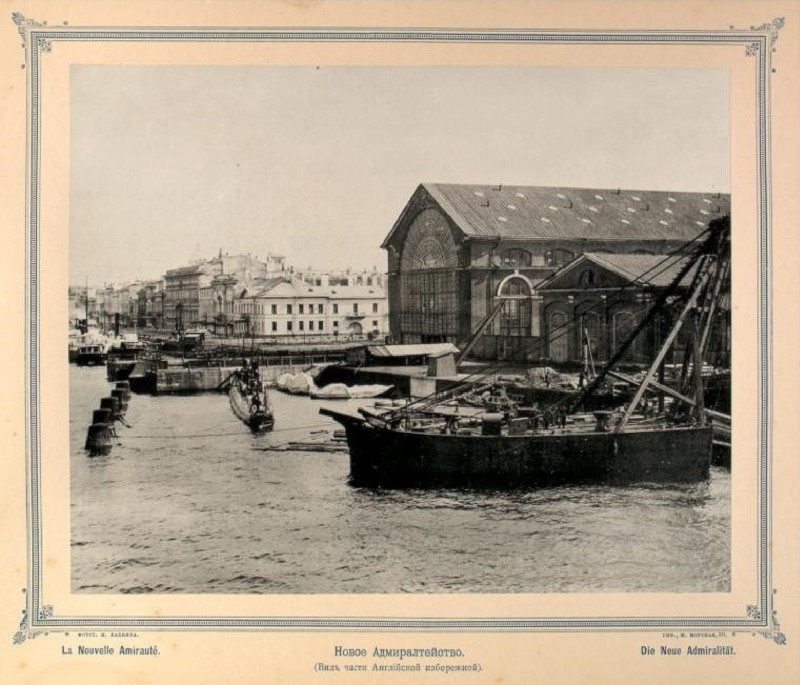
1895 год, вид за Адмиралтейством
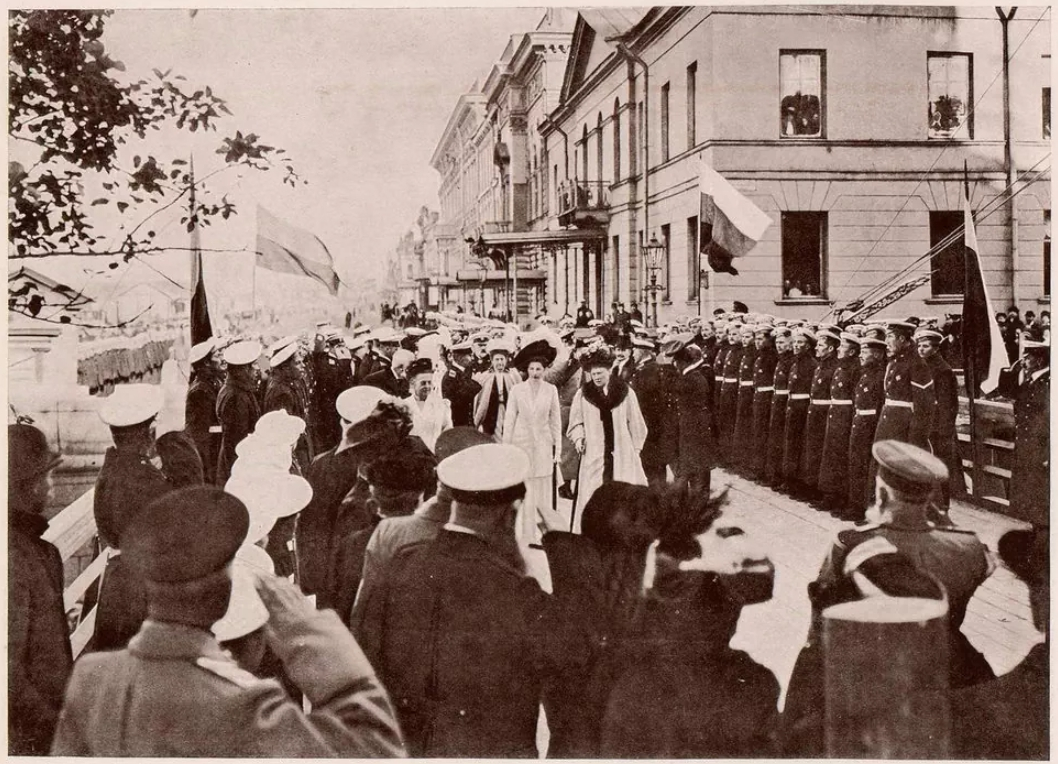
1910 год, прибытие семьи Романовых на торжество поднятия креста храма Спас-на-Водах
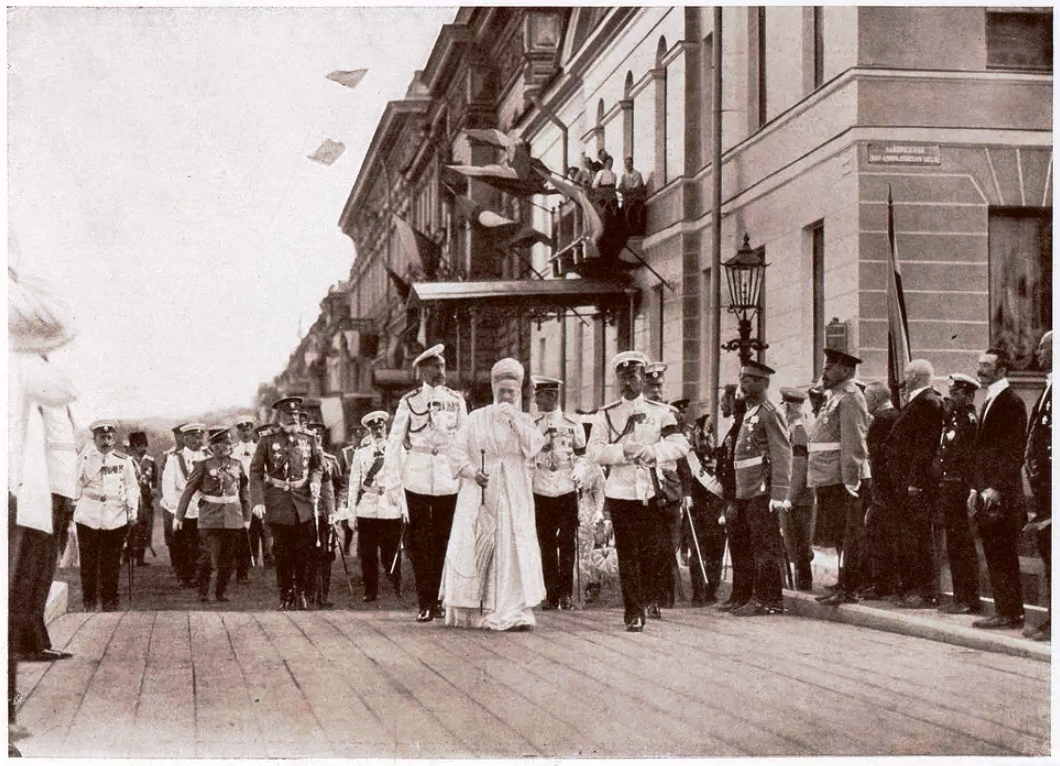
1911 год, прибытие семьи Романовых на освящение Спаса-на-водах.